# タイミング法
タイミング法（タイミングほう）とは、不妊治療の一種である。基礎体温や尿中または血中のエストロゲンや黄体化ホルモンを測定して、排卵日の予測を行い、その排卵日の前日（前後）に性交渉を行う方法である。